# Emmanuel Desvalls-Poal
Emmanuel Desvalls, marquis de Poal (né vers 1705 et décédé en 1760), fut grand-maître de la cour de l'impératrice douairière Amélie-Wilhelmine. En 1740, il obtint une place surnuméraire sans gages au Conseil Suprême des Pays-Bas. L'année suivante, il en devint membre effectif. Il occupa ce poste jusqu'en 1750. En 1748, il fut nommé premier chambellan de l'archiduc Joseph, futur Joseph II.
Le 12 février 1725, Charles VI, en sa qualité de « roi d'Espagne », lui confirma son titre de marquis de Poal. En 1748, Marie-Thérèse lui permit de transmettre ce titre à l'un de ses neveux.